# محاضر (بعدان)

تعديل مصدري - تعديل

محاضر محلة تابعة لقرية المناوب، التابعة لعزلة الحرث بمديرية بعدان إحدى مديريات محافظة إب في الجمهورية اليمنية، بلغ تعداد سكانها 95 حسب تعداد اليمن لعام 2004.